# 新神榜：哪吒重生
《新神榜：哪吒重生》是一部2021年中國3D動畫奇幻動作片，由赵霁執導，王微編劇，追光动画製作。該片改編自明朝小说《封神演义》中的哪吒一角。
《新神榜：哪吒重生》定於2021年2月12日（农历大年初一）在中國大陸上映。該片為《新神榜》系列電影的首部作品，第二部電影為《新神榜：杨戬》（2022年）。

## 劇情
自「哪吒鬧海」的三千年後，东海市的熱血機車青年李云祥意外地發現自己是哪吒轉世，且在掌握自身力量前，前世宿敵也隨即現身，這使他背上了必須解決前世與龍族恩怨的宿命。

## 配音員
- 楊天翔配音李云祥
- 張赫配音面具人
- 宣晓鸣配音龙王
- 李诗萌配音苏医生
- 朱可儿配音喀莎
- 凌振赫配音三太子
- 高增志配音东海夜叉

## 製作
《新神榜：哪吒重生》以明朝小说《封神演义》中的哪吒一角為基礎，並以原創故事所展開。該片原本名為《新封神：哪吒重生》，由追光动画製作，趙霽執導，其創作歷時四年；趙霽先前曾與追光在2019年動畫電影《白蛇：緣起》中合作過，且《新神榜：哪吒重生》也同樣由前者的原班人馬參與製作。

## 發行
《新神榜：哪吒重生》起初原定於2020年暑假檔期上映，但後來延期。該片於2020年法國安錫國際動畫影展的「Work in Progress」上展出，並釋出首支宣傳影片。2020年8月，官方釋出首支正式預告片。2020年10月10日，官方发布“封神榜重排”版定档预告及海报，宣布定档2021年大年初一（2月12日）上映。電影先行於2021年2月6日在中國各地IMAX影院点映，第二轮点映于2月9日开启。中國上映日曾一度提前至2月11日（除夕）；但不久後，片方取消提檔，按原计划大年初一上映。
Netflix於電影中國上映不久後買下全球發行權，2021年4月14日上線。

## 外部連結
- 新神榜：哪吒重生的新浪微博
- 豆瓣电影上《新神榜：哪吒重生》的資料 （简体中文）
- 互联网电影数据库（IMDb）上《新神榜：哪吒重生》的资料（英文）